# A Collection of Michael Jackson's Oldies
A Collection of Michael Jackson's Oldies è una raccolta che la Motown Records ha pubblicato nel 1972, con brani di Michael Jackson e dei Jackson Five registrati tra il 1969 e il 1972. È stato pubblicato solo in Stati Uniti.

## Tracce
1. I Want You Back (The Corporation)
2. ABC (The Corporation)
3. The Love You Save (The Corporation)
4. 2-4-6-8 (Jones/Sawyer)
5. I'll Be There (Gordy/West/Davis/Hutch)
6. Goin' Back to Indiana (The Corporation)
7. Mama's Pearl (The Corporation)
8. Can I See You in the Morning
9. Got to Be There (Willensky)
10. Maria (You Were the Only One) (Brown/Glover/Gordy/Story)
11. Ain't No Sunshine (Withers)
12. Rockin' Robin (Thomas)
13. I Wanna Be Where You Are (Ware/Ross)
14. Shoo-Be-Doo-Be-Doo-Da-Day (Cosby/Moy/Wonder)
15. People Make the World Go Round (Bell/Creed)
16. The Greatest Show on Earth (Larson/Marcellino)
17. Ben (Black/Scharf)